# Toyono
Toyono (豊能町, Toyono-chō) est un bourg du district de Toyono, dans la préfecture d'Osaka, au Japon.
Au 1er novembre 2014, la population s'élevait à 20 152 habitants répartis sur une superficie de 34,37 km2.

Toyono au sein de la préfecture d'Osaka.

## Histoire
Le 1er avril 1958, une partie des deux sections de village de Terada et de Maki de la ville voisine de Kameoka (préfecture de Kyoto) est transférée à Toyono.
Le bourg de Toyono comme le bourg voisin de Nose a subi une importante pollution à la dioxine dans les années 1980-1990 après la construction de deux incinérateurs,.